# World Championship Tennis Finals 1971
World Championship Tennis Finals 1971 byl premiérový ročník tenisového turnaje WCT Finals, pořádaný jako závěrečná událost mužského okruhu World Championship Tennis. Čtvrtfinále a semifinále se hrálo mezi 18. až 21. listopadem na koberci haly Hofheinz Pavilion v Houstonu. Finálový duel se uskutečnil 26. listopadu na stejném povrchu dallaské Memorial Auditorium před zraky 8 200 diváků.
Do turnaje s rozpočtem 100 000 dolarů se kvalifikovalo osm nejlepších tenistů okruhu WCT 1971. Vítězem se stal Australan Ken Rosewall, když ve finále přehrál krajana Roda Lavera. Připsal si tak osmý titul v probíhající sezóně a celkově šestnáctý v otevřené éře tenisu. Obdržel také prémii 50 tisíc dolarů. Ceny finalistům předával americký astronaut Neil Armstrong.

## Finále

### Mužská dvouhra
- Ken Rosewall vs.  Rod Laver 6–4, 1–6, 7–6(7–3), 7–6(7–4)